# Малін (Румунія)
Малін (рум. Malin) — село у повіті Бистриця-Несеуд в Румунії. Входить до складу комуни Нушень.
Село розташоване на відстані 334 км на північний захід від Бухареста, 27 км на захід від Бистриці, 55 км на північний схід від Клуж-Напоки.

## Населення
За даними перепису населення 2002 року у селі проживали 492 особи.
Національний склад населення села:
| Національність | Кількість осіб | Відсоток |
| -------------- | -------------- | -------- |
| румуни         | 275            | 55,9%    |
| угорці         | 216            | 43,9%    |

Рідною мовою назвали:
| Мова      | Кількість осіб | Відсоток |
| --------- | -------------- | -------- |
| румунська | 275            | 55,9%    |
| угорська  | 216            | 43,9%    |